# Síndrome da rubéola congénita
A rubéola congénita é uma infeção viral aguda transmitida da mãe para o filho quando a mãe contrai rubéola durante a gravidez. Na grávida, a doença pode não manifestar sintomas ou manifestar-se por febre, aumento de volume dos gânglios linfáticos, erupção maculopapular e sintomas articulares. O feto pode não ser afetado ou apresentar diversas anomalias que resultam em morte fetal. A infeção do feto durante as primeiras 16 semanas de gestação aumenta significativamente o risco de desenvolvimento de anomalias. A prevenção é feita com a vacina contra a rubéola.